# Runensteine von Aringsås

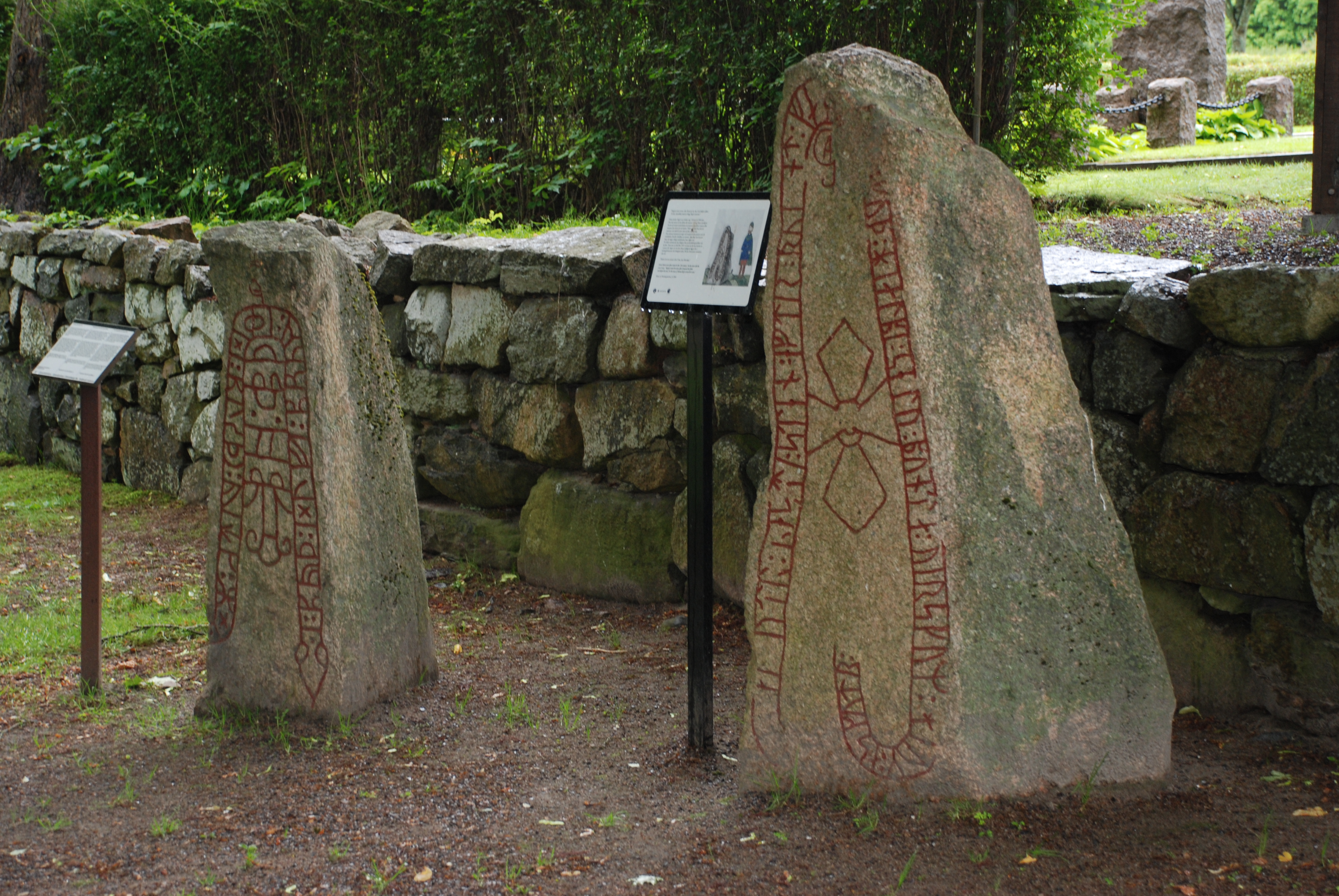
Runensteine Sm 3 (links) und Sm 1

Die Runensteine von Aringsås stehen an der Kirche von Aringsås in Alvesta im Bezirk Kronoberg in Småland in Schweden und tragen die Nr. Sm 1 und Sm 3. Runenstein (Sm 2) soll in der Friedhofsmauer verborgen sein.

## Sm 1
Sm 1 ist ein etwa 1,7 m hoher wikingerzeitlicher Runenstein aus Granit, der 1966 zusammen mit Sm 3 an der Friedhofsmauer aufgestellt wurde. Die Inschrift im jüngeren Futhark liegt innerhalb eines Textbandes, das entlang der Kante des Steins um ein zentrales Kreuzver verläuft. Da die Enden des Textbandes beschädigt sind, ist nicht eindeutig, ob die Inschrift im RAK-Stil, dem ältesten Runensteinstil geritzt wurde. Die Inschrift stammt vom Runenmeister Åsgöt. Er unterzeichnete auch die Inschrift Sö 296 von Skälby gard (Botkyrka). Drei weitere erhaltene Runensteine sind ihm aufgrund der Stilanalyse zuzuordnen.
Die Runentext besagt, dass der Stein von einem Mann namens Vigniutr in Erinnerung an seinen Vater Hromund aufgestellt wurde. In Übereinstimmung mit dem Kreuz enthält der Text ein Gebet für die Seele des Hromund. Das nordische Wort salu für „Seele“ ist zum ersten Mal für das 10. Jahrhundert nachgewiesen.

## Sm 2

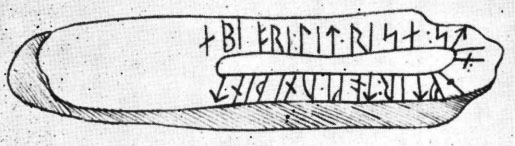
Kopie der Inschrift auf Sm 2

Bevor die historische Bedeutung der Runensteine erkannt wurde, wurden sie oft als Materialien beim Bau von Brücken, Kirchen und Mauern wiederverwendet. Der Text des Steins Sm 2 wurde während einer früheren nationalen Erhebung der Runensteine aufgezeichnet. Er besagt, dass der Stein von einem Ábjôrn in Erinnerung an einen Mann namens Toki Óníðingr aufgestellt wurde.
Óníðingr mit dem o- Präfix bedeutet das Gegenteil von dem altnordischen Pejorative níðingr und beschrieb einen Mann als tugendhaft. Óníðingr kommt in den Runeninschriften OG 77 in Hovgården, Sö 189 in Åkerby, Sm 5 in Transjö, Sm 37 in Rörbro, Sm 147 in Västa Ed und DR 68 in Århus vor und erscheint als Name oder ein Teil eines Namens in den Inschriften OG 217 in Oppeby und Sm 131 in Hjortholmen.

## Sm 3
Runenstein Sm 3, ein Stein im Vogelschaustil (schwedisch Fågelperspektiv), bei dem die Schlange in Aufsicht dargestellt ist, trägt runenähnliche Symbole auf dem Schlangenband. Obwohl runenähnlich, sind sie sprachlich ohne Bedeutung. Es wird für möglich gehalten, dass die Inschrift durch einen Analphabeten geritzt wurde, der versuchte Runen zu kopieren.